# تشو جي (سياسي)
تشو جي (بالصينية: 周济) هو مهندس وسياسي صيني، ولد في 26 أغسطس 1946 في شانغهاي في الصين. حزبياً، نشط في الحزب الشيوعي الصيني. وقد انتخب وزير التعليم في جمهورية الصين الشعبية.